# Hippologi
Hippologi, från grekiskans ἵππος (hippos) ’häst’ och λόγος (logos) ’lära’, är läran om hästar. Inom hippologin studerar man även hästars användning.